# Доффінг (Техас)
Доффінг (англ. Doffing) — переписна місцевість (CDP) в США, в окрузі Ідальго штату Техас. Населення — 5618 осіб (2020).

## Географія
Доффінг розташований за координатами 26°16′44″ пн. ш. 98°23′8″ зх. д. / 26.27889° пн. ш. 98.38556° зх. д. (26.278778, -98.385580).  За даними Бюро перепису населення США в 2010 році переписна місцевість мала площу 11,23 км², уся площа — суходіл.

## Демографія
Згідно з переписом 2010 року, у переписній місцевості мешкала 5091 особа в 1195 домогосподарствах у складі 1089 родин. Густота населення становила 453 особи/км².  Було 1307 помешкань (116/км²).
Расовий склад населення:
| - 98,5 % — білих - 0,3 % — корінних американців - 0,1 % — чорних або афроамериканців |

До двох чи більше рас належало 0,4 %. Частка іспаномовних становила 96,4 % від усіх жителів.
За віковим діапазоном населення розподілялося таким чином: 41,2 % — особи молодші 18 років, 54,8 % — особи у віці 18—64 років, 4,0 % — особи у віці 65 років та старші. Медіана віку мешканця становила 22,5 року. На 100 осіб жіночої статі у переписній місцевості припадало 96,9 чоловіків;  на 100 жінок у віці від 18 років та старших — 94,7 чоловіків також старших 18 років.
Середній дохід на одне домашнє господарство  становив 41 382 долари США (медіана — 26 108), а середній дохід на одну сім'ю — 42 873 долари (медіана — 26 204). За межею бідності перебувало 49,6 % осіб, у тому числі 58,3 % дітей у віці до 18 років та 50,8 % осіб у віці 65 років та старших.
Цивільне працевлаштоване населення становило 1750 осіб. Основні галузі зайнятості: освіта, охорона здоров'я та соціальна допомога — 33,7 %, роздрібна торгівля — 13,8 %, будівництво — 11,4 %, транспорт — 9,1 %.